# Laponska, Švedska
Laponska, znana tudi pod švedskim imenom Lappland, je regija na najsevernejšem delu Švedske. Meji na švedske regije Jämtland, Ångermanland, Västerbotten in Norrbotten ter na Norveško in Finsko. Skoraj četrtina švedske kopenske površine leži na Laponskem.
Zgodovinska regija Laponska se je prvotno raztezala dlje proti vzhodu. Vendar pa je leta 1809 Ruski imperij priključilo vzhodni del Švedske in na tem ozemlju ustanovilo Veliko vojvodstvo Finsko. To je Laponsko dejansko razdelilo na švedski in finski del, ki oba obstajata še danes. Švedska Laponska je sestavljena predvsem iz celinskih delov okrožja Västerbotten na jugu in okrožja Norrbotten na severu. Ima najhladnejše podnebje na Švedskem, z velikimi sezonskimi razlikami, ki jih povzročajo visoke zemljepisne širine in lega v notranjosti.

## Zgodovina
Zgodovina Laponske je v marsičem povezana z zgodovino okrožij Norrbotten in Västerbotten, saj je Laponska zgodovinska regija, povezana s tema območjema. V srednjem veku je Norrbotten/Laponska veljala za nikogaršnjo zemljo. Območje so dejansko naseljevali nomadski Sami, vendar so se v regiji vse bolj naseljevali švedski, finski in norveški naseljenci – zlasti ob obalah in velikih rekah. Od srednjega veka naprej so švedski kralji poskušali kolonizirati in pokristjaniti območje z uporabo naseljencev iz današnje Finske in južne Švedske. Danes finska in samijska manjšina kljub obsežni asimilaciji v prevladujočo švedsko kulturo še naprej ohranjata svojo kulturo in identiteto.
Kljub neodvisni kulturni prisotnosti so bila verska prepričanja v 17. in 18. stoletju predmet spreobrnjenja, zaradi česar so Laponci na splošno opustili svoj prvotni šamanizem in se spreobrnili v luteranstvo. Od 19. stoletja je za Laponsko še posebej značilen laestadski luteranstvo.
Med industrializacijo Švedske konec 19. stoletja so naravni viri (hidroelektrika, les in minerali) iz Laponske in okoliških regij igrali ključno vlogo. Kljub temu so rudarstvo, gozdarstvo in hidroelektrarna, skupaj z občinskimi storitvami, hrbtenica lokalnega gospodarstva. Brezposelnost je bila že več desetletij relativno visoka in mnogi mladi se selijo v večja mesta ob obali ali na jug Švedske.

## Geografija
Švedska Laponska je znana po naravnem rezervatu Vindelfjällen, enem največjih naravnih rezervatov na Švedskem. Drugi deli Laponske, Arktična kulturna krajina Laponska, so bili uvrščeni na seznam svetovne dediščine UNESCO, regija pa vsebuje nekatere najstarejše in najbolj spektakularne narodne parke severne Evrope, npr. narodni park Sarek, ustanovljen leta 1909. Laponska ima površino 109.702 kvadratnih kilometrov, kar je več kot Avstrija in skoraj enako Portugalski. Njena površina je tudi večja od držav Beneluksa skupaj, saj je več kot dvakrat večja od Švice in precej večja od otoka Irska.

## Podnebje
Laponska ima v nižjih predelih subarktično podnebje, medtem ko je v Tarfali polarno podnebje, kjer je povprečna najvišja temperatura najtoplejšega meseca v letu (julija) nižja od 10 °C. Južni deli regije so zaradi velikih geografskih razlik bistveno milejši od severnih. Ker pa Laponsko v celoti sestavljajo celinska območja, je zmernost morskega podnebja manj pomembna kot na obalnih območjih okrožij in v sosednji Norveški, kar ima za posledico ostre zime. Južna območja na nižji nadmorski višini, kot je Lycksele, imajo tudi relativno topla poletja. Zaradi arktičnega kroga severna območja regije doživljajo polnočno sonce in zmerno polarno noč z nekaj civilnega mraka na nasprotnih straneh leta.

### Narodni parki
- Narodni park Abisko
- Narodni park Björnlandet
- Narodni park Muddus
- Narodni park Padjelanta
- Narodni park Sarek
- Narodni park Stora Sjöfallet
- Narodni park Vadvetjåkka

## Uprava in prebivalstvo
Tradicionalne švedske regije nimajo nobenih upravnih ali političnih namenov, temveč so kulturne in zgodovinske enote. Laponska upravno predstavlja zahodni del dveh švedskih okrožij, okrožja Norrbotten na severu in okrožja Västerbotten na jugu. V nasprotju z večino drugih območij Švedske se bolj identificirajo z okrožji kot z regijami. Zato večina ljudi v teh okrožjih, ko rečejo »Norrbotten« ali »Västerbotten«, misli na celotno okrožje, vključno z območji na Laponskem.
Državljani laponskega porekla so upravičeni kandidirati in voliti na volitvah v švedski laponski parlament, kar velja tudi za laponske prebivalce drugod na Švedskem. Severni laponski jezik ima uradni status manjšine v občinah Kiruna, Gällivare, Jokkmokk in Arjeplog.
Na Laponskem imajo sedeže naslednje občine: Arjeplog, Arvidsjaur, Doroteja, Gällivare, Jokkmokk, Kiruna, Lycksele, Malå, Sorsele, Storuman, Vilhelmina, Åsele.
Od 31. decembra 2017 je število prebivalcev švedske Laponske 91.333. Največja mesta so Kiruna (severnosamijsko Giron, finsko Kiiruna, Meänkieli Kieruna) s 23.178 prebivalci, Gällivare z 18.123 prebivalci in Lycksele z 12.177 prebivalci.

### Narodne manjšine
Na Laponskem živita dve pomembni narodni manjšini: Sami in Tornedalci. Tornedalci so finsko govoreči, ki so ostali znotraj švedskih meja po delitvi zgodovinske Laponske po finski vojni leta 1809. Zaradi industrijske revolucije in ločitve švedskega dela doline Torne (Meänmaa) od Velikega vojvodstva Finske je tornedalski jezik (Meänkieli) začel vključevati vse večje število švedskih izposojenk. Zaradi te razlike Tornedalci niso sodelovali v procesu standardizacije finščine in so ohranili starejše švedske izposojenke, ki so kasneje izginile iz finščine zaradi jezikovnih sporov in gibanja Fennoman na Finskem. Danes se je standardizacija meänkielija razvila neodvisno od standardne finščine. Čeprav sta meänkieli in finščina v veliki meri medsebojno razumljiva, še vedno poteka razprava o tem, ali bi morali meänkieli uvrstiti med ločene jezike ali narečje finščine.